# Аль-Нахайян (стадион)
Аль-Нахайян (араб. استاد آل نهيان‎) — стадион, расположенный в Абу-Даби, ОАЭ. Ныне вмещает 12 000 зрителей, используется в основном для проведения матчей по футболу, является домашним стадионом футбольного клуба «Аль-Вахда». В 1995 году был открыт  этот стадион. Является одним из небольших стадионов в Объединенных Арабских Эмиратах.
Стадион был местом проведения восьми игр, в том числе двух игр в раунде плей-офф, в рамках проведения Чемпионата мира по футболу среди молодёжных команд 2003 года. 
Стадион был назван в честь правящей семьи Аль-Нахайян.
В январе 2019 года стадион примет матчи Кубка Азии по футболу 2019 года.